# Gare de Niort
Gare de Niort – stacja kolejowa w Niort, w regionie Nowa Akwitania (departament Deux-Sèvres), we Francji. Stacja została otwarta w 1856. Znajdują się tu 3 perony.

## Połączenia
- Fontenay
- La Rochelle
- Paryż
- Poitiers
- Royan
- Saintes
- Tours